# 艾昂縣 (威斯康辛州)
艾昂縣（英語：Iron County）是位於美国威斯康辛州北部的一個縣，東北鄰密西根州，北傍苏必利尔湖，面積2,381平方公里。根據2020年美國人口普查數字，共有人口6,137人。縣治赫利（Hurley）。該縣成立於1893年3月1日，縣名來自當地豐富的铁矿。